# الشاب طاهر
الشاب طاهر مغني راي جزائري من مواليد 1960 بمدينة وهران ويعد من أساطيرأغنية الراي رفقة الشاب خالد الشاب مامي الشاب حميد 

## أهم أغانيه
- ما نتزوج ما نربي كبدة 1984
- سيد الحراڤ 1986
- جهيدة 1986
- ماعنديش ما 1989
- نبغي نڤاري و نخاف ديو مع شابة زهرة 1989
- مول طاكسي 1989

## وفاته
توفي الشاب طاهر في أوت 2018 بفرنسا وتكفلت وزارة الثقافة الجزائرية بنقل جثمانه إلى الجزائر '